# Баскетбольная лига АСЕАН
Баскетбольная лига АСЕАН, часто сокращается до АБЛ (англ. ASEAN Basketball League, ABL) — мужская профессиональная баскетбольная лига, состоящая из команд Юго-Восточной Азии, Китая, Гонконга и Тайваня. Лига была предложена в Куала-Лумпуре (Малайзия) и была запущена 1 октября 2009 года. В первом сезоне лиги участвовали шесть клубов из шести разных стран Ассоциации государств Юго-Восточной Азии (АSEАN).

## История

### Создание
Баскетбольные чиновники из 6 стран АSEАN собрались в Метро Манила (Филиппины) 1 сентября 2009 года, чтобы официально запустить новую лигу.

### Расширение Лиги
22 сентября 2011 года «Бруней Барракудас» (Бруней) объявил о том, что они не будут участвовать в третьем сезоне АБЛ после участия в течение 2 сезонов.
20 октября 2011 года Спортивная академия Сайгона официально объявила об участии «Сайгон Хит» в третьем сезоне АБЛ, став первой в истории международной профессиональной баскетбольной командой из Вьетнама.
В 2012 году к лиге присоединились «Сан-Мигель Бирмен» (Филиппины) и «Бангкок Кобрас» (Таиланд). Однако, «Кобрас» покинули лигу после одного сезона, а «Бирмен» - после двух, при этом, выиграв чемпионат в 2013 году.
В 2014 году «Ласкар Дрея Саус Суматра» (Индонезия) присоединился к АБЛ, но провёл в ней лишь один сезон.
В 2015 году к лиге присоединились «Пилипинас MX3 Кингз» (Филиппины) и «Моно Вампайр» (Таиланд), но обе команды покинули лигу уже в 2016 году.
17 июля 2016 года было объявлено, что «Гаосюн Труз» (Тайвань) примет участие в сезоне 2016/17. 30 июля 2016 года «Истерн Лонг Лайонс» (Гонконг) подтвердил своё участие в лиге. Эти два клуба были первыми командами в лиге из-за пределов Юго-Восточной Азии.
6 августа 2016 года к лиге присоединился «Алаб Пилипинас» (Филиппины).
В сентябре 2017 года лига подтвердила вступление четырёх новых команд: «CLS Найтс Сурабая» (Индонезия), «Формоза Дримерс» (Тайвань), «Наньхай Кунг-Фу» (Китай) и вернувшийся «Моно Вампайр» (Таиланд). «Гаосюн Труз» (Тайвань) распался после сезона 2016/17.
После сезона 2018 года «Наньхай Кунг-Фу» перебрался в Макао и стал называться «Макао Блэк Бэарс», в то же время лига объявила об участии в чемпионате «Чжухай Волф Уорриорз» (Китай).

## Команды
Команды участвующие в сезоне 2018/2019
| Клуб                       | Город/Регион                      | Арена                                                         | Вместимость | Основан | В АБЛ | Главный тренер     |
| -------------------------- | --------------------------------- | ------------------------------------------------------------- | ----------- | ------- | ----- | ------------------ |
| CLS Найтс Индонезия        | Сурабая                           | GOR Kertajaya Surabaya                                        | 3 000       | 1946    | 2017  | Брайан Роусом      |
| Гонконг Истерн Лонг Лайонс | Ваньчай, Гонконг                  | Southorn Stadium                                              | 2 000       | 1932    | 2016  | Эду Торрес         |
| Макао Блэк Бэарс           | Макао                             | University of Macau Sports Complex Nanhai Gymnasium (Наньхай) | TBC         | 2017    | 2017  | Матиас Фишер       |
| Моно Вампайр               | Нонтхабури                        | Stadium 29                                                    | 5 000       | 2014    | 2015  | Дуглас Кларк Марти |
| Сайгон Хит                 | Хошимин                           | CIS Arena                                                     | 2 500       | 2011    | 2012  | Кайл Джулиус       |
| Сан-Мигель Алаб Пилипинас  | Метро Манила                      | Mall of Asia Arena (Пасай)                                    | 25 000      | 2016    | 2016  | Джимми Алапаг      |
| Сан-Мигель Алаб Пилипинас  | Filoil Flying V Centre (Сан-Хуан) | 5 500                                                         |             | 2016    | 2016  | Джимми Алапаг      |
| Сан-Мигель Алаб Пилипинас  | Балиуаг, Булакан                  | Baliwag Star Arena                                            | 5 000       | 2016    | 2016  | Джимми Алапаг      |
| Сан-Мигель Алаб Пилипинас  | Санта-Роса, Лагуна                | Santa Rosa Sports Complex                                     | 5 700       | 2016    | 2016  | Джимми Алапаг      |
| Сан-Мигель Алаб Пилипинас  | Антиполо, Рисаль                  | Ynares Center                                                 | 7 400       | 2016    | 2016  | Джимми Алапаг      |
| Сингапур Слингерс          | Калланг, Сингапур                 | OCBC Arena                                                    | 3 000       | 2006    | 2009  | Нео Бенг Сианг     |
| Уэстпортс Малайзия Драгонз | Куала-Лумпур                      | MABA Stadium                                                  | 2 500       | 2009    | 2009  | Джейми Пёрлман     |
| Формоза Дримерс            | Чжанхуа                           | Changhua Stadium                                              | 5 743       | 2017    | 2017  | Дин Мюррей         |
| Чжухай Вольф Уорриорз      | Чжухай                            | Doumen Gymnasium University of Macau Sports Complex           | TBC         | 2018    | 2018  | Малькольм Баттлз   |

### Бывшие команды
| Страна           | Клуб                       | Годы в АБЛ | Годы в АБЛ |
| Страна           | Клуб                       | С          | По         |
| ---------------- | -------------------------- | ---------- | ---------- |
| Бруней           | Бруней Барракудас          | 2009       | 2011       |
| Индонезия        | Индонезия Уорриорз         | 2012       | 2014       |
| Индонезия        | Ласкар Дрея Саус Суматра   | 2014       | 2014       |
| Индонезия        | Сатриа Муда БритАма        | 2009       | 2011       |
| Китайский Тайбэй | Гаосюн Труз                | 2016       | 2017       |
| Таиланд          | Бангкок Кобрас             | 2012       | 2012       |
| Таиланд          | Хай-Тек Бангкок-Сити       | 2009       | 2016       |
| Филиппины        | ЭйрАзия Филиппин Пэйтриотс | 2009       | 2012       |
| Филиппины        | Пилипинас MX3 Кингз        | 2015       | 2016       |
| Филиппины        | Сан-Мигель Бирмен          | 2012       | 2013       |

## Список чемпионов
В 2010, 2013 и с 2016 по настоящее время чемпион определяется в серии матчей до трёх побед, в 2011, 2012 и 2014 - до двух побед.
| Сезон   | Финалисты | Финалисты                   | Финалисты | Финалисты | Финалисты                   | Полуфиналисты | Полуфиналисты              | Полуфиналисты | Полуфиналисты               |
| Сезон   | Страна    | Чемпион                     | Результат | Страна    | Финалист                    | Страна        | Полуфиналист               | Страна        | Полуфиналист                |
| ------- | --------- | --------------------------- | --------- | --------- | --------------------------- | ------------- | -------------------------- | ------------- | --------------------------- |
| 2009/10 | Филиппины | Филиппин Пэйтриотс^         | 3–0       | Индонезия | Сатриа Муда БритАма         | Сингапур      | Сингапур Слингерс          | Малайзия      | Куала-Лумпур Драгонз        |
| 2010/11 | Таиланд   | Чанг Таиланд Сламмерс^      | 2–0       | Филиппины | ЭйрАзия Филиппин Пэйтриотс  | Малайзия      | Уэстпортс KL Драгонз       | Сингапур      | Сингапур Слингерс           |
| 2012    | Индонезия | Индонезия Уорриорз          | 2–1       | Филиппины | Сан-Мигель Бирмен^          | Филиппины     | ЭйрАзия Филиппин Пэйтриотс | Малайзия      | Уэстпортс Малайзия Драгонз  |
| 2013    | Филиппины | Сан-Мигель Бирмен^          | 3–0       | Индонезия | Индонезия Уорриорз          | Малайзия      | Уэстпортс Малайзия Драгонз | Таиланд       | Спортс Рев Таиланд Сламмерс |
| 2014    | Таиланд   | Хай-Тек Бангкок-Сити        | 2–0       | Малайзия  | Уэстпортс Малайзия Драгонз^ | Сингапур      | Сингапур Слингерс          | Вьетнам       | Сайгон Хит                  |
| 2015/16 | Малайзия  | Уэстпортс Малайзия Драгонз^ | 3–2       | Сингапур  | Сингапур Слингерс           | Таиланд       | Хай-Тек Бангкок-Сити       | Вьетнам       | Сайгон Хит                  |
| 2016/17 | Гонконг   | Гонконг Истерн Лонг Лайонс^ | 3–1       | Сингапур  | Сингапур Слингерс           | Филиппины     | Алаб Пилипинас             | Вьетнам       | Сайгон Хит                  |
| 2017/18 | Филиппины | Сан-Мигель Алаб Пилипинас   | 3–2       | Таиланд   | Моно Вампайр                | Китай         | Чонг Сон Кунг-Фу^          | Гонконг       | Гонконг Истерн Лонг Лайонс  |

- ^ закончил регулярный сезон с лучшим показателем побед-поражений.

### Таблица чемпионов
| Команда                      | 1 | 2 | 3  | Всего |
| ---------------------------- | - | - | -- | ----- |
| Хай-Тек Бангкок-Сити         | 2 | 0 | 2  | 4     |
| Уэстпортс Малайзия Драгонз^^ | 1 | 1 | 4  | 6     |
| ЭйрАзия Филиппин Пэйтриотс   | 1 | 1 | 1  | 3     |
| Индонезия Уорриорз           | 1 | 1 | 0  | 2     |
| Сан-Мигель Бирмен            | 1 | 1 | 0  | 2     |
| Гонконг Истерн Лонг Лайонс^^ | 1 | 0 | 1  | 2     |
| Сан-Мигель Алаб Пилипинас^^  | 1 | 0 | 1  | 2     |
| Сингапур Слингерс^^          | 0 | 2 | 3  | 5     |
| Моно Вампайр^^               | 0 | 1 | 0  | 1     |
| Сатриа Муда БритАма          | 0 | 1 | 0  | 1     |
| Сайгон Хит^^                 | 0 | 0 | 3  | 3     |
| Чонг Сон Кунг-Фу^^           | 0 | 0 | 1  | 1     |
| Total                        | 8 | 8 | 16 | 32    |

- ^^ команды до сих пор выступающие в АБЛ.
- «Чонг Сон Кунг-Фу» сейчас называется «Макао Блэк Бэарс».

## Индивидуальные награды
Лига присуждает пять индивидуальных наград MVP: местный MVP, MVP иностранец, MVP с двойным гражданством, MVP финала, защитник года и тренер года.
До сезона 2015/16 в АБЛ вручалась только одна награда MVP лучшему иностранцу. Он был разделён на два: World Imports (для игроков, рождённых за пределами Юго-Восточной Азии) и Heritage Imports (для игроков из других стран Юго-Восточной Азии или игроков с хотя бы одним родителем из Юго-Восточной Азии).

### MVP
| Сезон   | Игрок                  | Национальность    | Команда                   |
| ------- | ---------------------- | ----------------- | ------------------------- |
| 2009/10 | Аттапорн Лертмалайпорн | Таиланд           | Таиланд Тайгерс           |
| 2010/11 | Марио Вуйсанг          | Индонезия · США   | Сатриа Муда БритАма       |
| 2012    | Лео Авенидо            | Филиппины         | Сан-Мигель Бирмен         |
| 2013    | Аси Таулава            | Филиппины · Тонга | Сан-Мигель Бирмен         |
| 2014    | Вонг Вей Лонг          | Сингапур          | Сингапур Слингерс         |
| 2015/16 | Вонг Вей Лонг          | Сингапур          | Сингапур Слингерс         |
| 2016/17 | Бобби Рэй Паркс-мл.    | Филиппины         | Алаб Пилипинас            |
| 2017/18 | Бобби Рэй Паркс-мл.    | Филиппины         | Сан-Мигель Алаб Пилипинас |

| Сезон   | Игрок          | Национальность | Команда                     |
| ------- | -------------- | -------------- | --------------------------- |
| 2009/10 | Джейсон Диксон | США            | Филиппин Пэйтриотс          |
| 2010/11 | Нэкия Миллер   | США            | Уэстпортс KL Драгонз        |
| 2012    | Энтони Джонсон | США            | ЭйрАзия Филиппин Пэйтриотс  |
| 2013    | Крис Чарльз    | США            | Спортс Рев Таиланд Сламмерс |
| 2014    | Крис Чарльз    | США            | Хай-Тек Бангкок-Сити        |
| 2015/16 | Реджи Джонсон  | США            | Уэстпортс Малайзия Драгонз  |
| 2016/17 | Маркус Эллиот  | США            | Гонконг Истерн Лонг Лайонс  |
| 2017/18 | Энтони Такер   | США            | Чонг Сон Кунг-Фу            |

| Сезон   | Игрок        | Национальность     | Команда                    |
| ------- | ------------ | ------------------ | -------------------------- |
| 2015/16 | Мэттью Райт  | Филиппины · Канада | Уэстпортс Малайзия Драгонз |
| 2016/17 | Тайлер Лэмб  | Таиланд · США      | Гонконг Истерн Лонг Лайонс |
| 2017/18 | Мик МакКинни | Филиппины · США    | Чонг Сон Кунг-Фу           |

| Сезон   | Игрок                  | Национальность     | Команда                    |
| ------- | ---------------------- | ------------------ | -------------------------- |
| 2009/10 | Уоррен Ибаньес         | Филиппины          | Филиппин Пэйтриотс         |
| 2010/11 | Аттапорн Лертмалайпорн | Таиланд            | Чанг Таиланд Сламмерс      |
| 2012    | Эван Брок              | США                | Индонезия Уорриорз         |
| 2013    | Крис Банчеро           | Филиппины · Италия | Сан-Мигель Бирмен          |
| 2014    | Джерик Канада          | Филиппины          | Хай-Тек Бангкок-Сити       |
| 2015/16 | Джейсон Брикмэн        | Филиппины · США    | Уэстпортс Малайзия Драгонз |
| 2016/17 | Маркус Эллиот          | США                | Гонконг Истерн Лонг Лайонс |
| 2017/18 | Бобби Рэй Паркс-мл.    | Филиппины · США    | Сан-Мигель Алаб Пилипинас  |

### Специальные награды
| Сезон   | Игрок            | Национальность    | Команда                   |
| ------- | ---------------- | ----------------- | ------------------------- |
| 2015/16 | Крис Чарльз      | США               | Хай-Тек Бангкок-Сити      |
| 2016/17 | Джастин Ховард   | США               | Сингапур Слингерс         |
| 2017/18 | Ренальдо Болкмэн | Пуэрто-Рико · США | Сан-Мигель Алаб Пилипинас |
| 2017/18 | Крис Чарльз      | США               | Сингапур Слингерс         |

| Сезон    | Игрок           | Национальность | Команда                    |
| -------- | --------------- | -------------- | -------------------------- |
| 2015/16  | Нео Бенг Сианг  | Сингапур       | Сингапур Слингерс          |
| 2016/17  | Эду Торрес      | Испания        | Гонконг Истерн Лонг Лайонс |
| 2017/18] | Чарльз Дюбе-Бре | Канада         | Чонг Сон Кунг-Фу           |